# Dina Katabi

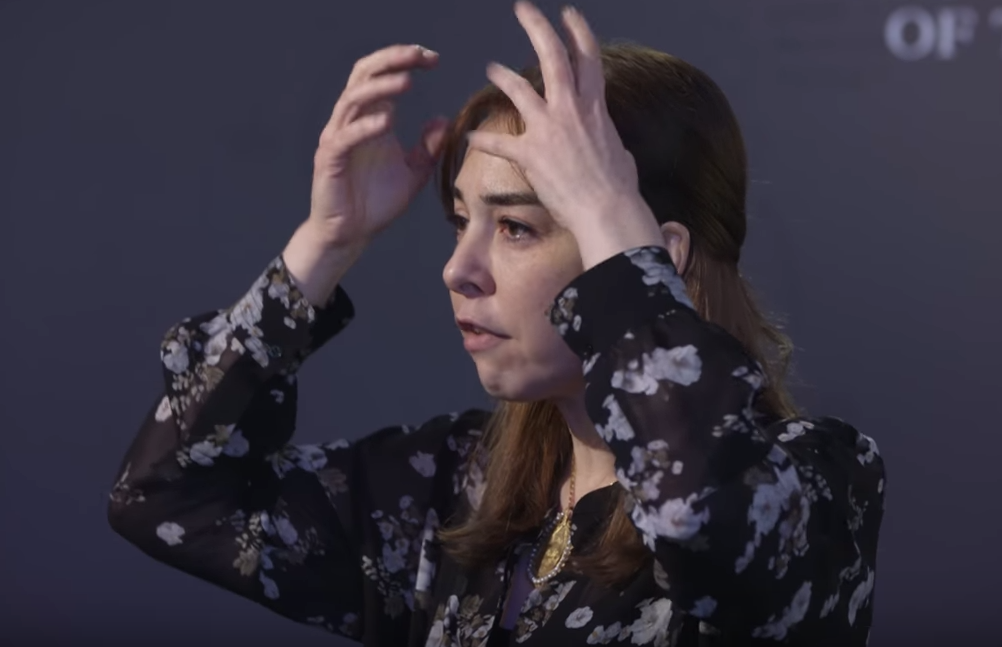
Dina Katabi

Dina Katabi (* 1971) ist eine syrische Informatikerin und leitende Wissenschaftlerin am MIT Computer Science and Artificial Intelligence Laboratory (CSAIL).

## Leben
Katabi studierte an der Universität Damaskus (Bachelor 1995) und am Massachusetts Institute of Technology (MIT) (Master 1998). 2003 promovierte sie am MIT in Informatik bei David D. Clark (Dissertation:  Decoupling Congestion Control and Bandwidth Allocation Policy With Application to High Bandwidth-Delay Product Networks) und wurde von der renommierten Universität sofort als Nachwuchsprofessorin eingestellt. Heute ist sie Andrew & Erna Viterbi Professor of Electrical Engineering and Computer Science am MIT, Ko-Direktorin des MIT Center for Wireless Networks and Mobile Computing und leitende Wissenschaftlerin am CSAIL.
Sie ist bekannt für Arbeiten über schnelle Fourier-Transformation (Sparse Fourier Transform), drahtlose Kommunikationsnetzwerke (u. a. Überlastkontrolle, WLAN-basierte Ortung) und sie demonstrierte wie mit Wi-Fi Signalen die Bewegung von Körpern hinter Wänden verfolgt werden kann.

## Auszeichnungen
- 2013 Grace Murray Hopper Award
- 2013 MacArthur Fellowship
- 2014 Fellow der Association for Computing Machinery
- 2017 ACM Prize in Computing
- 2017 Mitglied der National Academy of Engineering
- 2022 Mitglied der American Academy of Arts and Sciences
- 2023 Mitglied der National Academy of Sciences

## Schriften (Auswahl)
- mit S. Katti u. a.: XORs in the air: Practical wireless network coding, ACM SIGCOMM computer communication review, Band 36, 2006, S. 243–254
- mit M. Handley, C. Rohrs: Congestion control for high bandwidth-delay product networks, ACM SIGCOMM computer communication review, Band 32, 2002, S. 89–102
- mit S. Katti, S. Gollakota: Embracing wireless interference: Analog network coding, ACM SIGCOMM Computer Communication Review, Band 37, 2007, S. 397–408
- mit S. Chachulski, M. Jennings, S. Katti: Trading structure for randomness in wireless opportunistic routing, ACM SIGCOMM Computer Communication Review, Band 37, 2007, S. 169–180
- mit F. Adib: See through walls with WiFi!, ACM SIGCOMM Computer Communication Review, Band 43, 2013, S. 75–86
- mit H. Hassanieh u. a.: Simple and practical algorithm for sparse Fourier transform, Proceedings of the twenty-third annual ACM-SIAM symposium on Discrete Algorithms, 2012, S. 1183